# Elk City (Idaho)
Elk City – miejscowość spisowa (niemunicypalna) w Stanach Zjednoczonych, w stanie Idaho, w hrabstwie Idaho.